# Jalen
Jalen je priimek v Sloveniji, ki ga je po podatkih Statističnega urada Republike Slovenije na dan 1. januarja 2010 uporabljalo 81 oseb.

## Znani nosilci priimka
- Aleš Jalen, veslač
- Ana Jalen por. An(ic)a Šašel (1921—2001), klasična filologinja, bibliotekarka
- Janez Jalen (1891—1966), rimskokatoliški duhovnik in pisatelj
- Marija Jalen, slavistka (avstrijska Koroška)